# El Huizache, Sultepec
El Huizache är en ort i kommunen Sultepec i delstaten Mexiko i Mexiko. Samhället hade 162 invånare vid folkräkningen 2020.